# Critics Choice Television Award de Melhor Ator em Série de Comédia
O Critics' Choice Television Award de Melhor Ator em Série de Comédia é um prêmio oferecido pela associação de críticos norte-americanos de cinema,para as melhores interpretações masculinas na televisão.

## 2010
| Ano      | Vencedor           | Série                             | Personagem                |
| -------- | ------------------ | --------------------------------- | ------------------------- |
| 2011     | Jim Parsons        | The Big Bang Theory               | Dr. Sheldon Cooper        |
| 2011     | Alec Baldwin       | 30 Rock                           | Jack Donaghy              |
| 2011     | Steve Carell       | The Office                        | Michael Scott             |
| 2011     | Louis C.K.         | Louie                             | Louie                     |
| 2011     | Charlie Day        | It's Always Sunny in Philadelphia | Charlie Kelly             |
| 2011     | Joel McHale        | Community                         | Jeff Winger               |
| 2012     | Louis C.K.         | Louie                             | Louie                     |
| 2012     | Don Cheadle        | House of Lies                     | Marty Kaan                |
| 2012     | Larry David        | Curb Your Enthusiasm              | Ele próprio               |
| 2012     | Garret Dillahunt   | Raising Hope                      | Burt Chance               |
| 2012     | Joel McHale        | Community                         | Jeff Winger               |
| 2012     | Jim Parsons        | The Big Bang Theory               | Dr. Sheldon Cooper        |
| 2013     | Louis C.K.         | Louie                             | Louie                     |
| 2013     | Don Cheadle        | House of Lies                     | Marty Kaan                |
| 2013     | Jake Johnson       | New Girl                          | Nick Miller               |
| 2013     | Jim Parsons        | The Big Bang Theory               | Dr. Sheldon Cooper        |
| 2013     | Adam Scott         | Parks and Recreation              | Ben Wyatt                 |
| 2013     | Jeremy Sisto       | Suburgatory                       | George Altman             |
| 2014     | Jim Parsons        | The Big Bang Theory               | Dr. Sheldon Cooper        |
| 2014     | Louis C.K.         | Louie                             | Louie                     |
| 2014     | Chris Messina      | The Mindy Project                 | Dr. Danny Castellano      |
| 2014     | Thomas Middleditch | Silicon Valley                    | Richard Hendriks          |
| 2014     | Adam Scott         | Parks and Recreation              | Ben Wyatt                 |
| 2014     | Robin Williams     | The Crazy Ones                    | Simon Roberts             |
| 2015     | Jeffrey Tambor     | Transparent                       | Maura Pfefferman          |
| 2015     | Anthony Anderson   | Black-ish                         | Andre "Dre" Johnson, Sr.  |
| 2015     | Will Forte         | The Last Man on Earth             | Phil Miller               |
| 2015     | Johnny Galecki     | The Big Bang Theory               | Dr. Leonard Hofstadter    |
| 2015     | Chris Messina      | The Mindy Project                 | Dr. Danny Castellano      |
| 2015     | Thomas Middleditch | Silicon Valley                    | Richard Hendriks          |
| 2016     | Jeffrey Tambor     | Transparent                       | Maura Pfefferman          |
| 2016     | Anthony Anderson   | Black-ish                         | Andre "Dre" Johnson, Sr.  |
| 2016     | Aziz Ansari        | Master of None                    | Dev Shah                  |
| 2016     | Will Forte         | The Last Man on Earth             | Phil Miller               |
| 2016     | Randall Park       | Fresh Off the Boat                | Eddie Huang               |
| 2016     | Fred Savage        | The Grinder                       | Stewart Sanderson         |
| 2016 (2) | Donald Glover      | Atlanta                           | Earnest 'Earn' Marks      |
| 2016 (2) | Anthony Anderson   | Black-ish                         | Andre "Dre" Johnson, Sr.  |
| 2016 (2) | Will Forte         | The Last Man on Earth             | Phil Miller               |
| 2016 (2) | Bill Hader         | Documentary Now!                  | vários personagens        |
| 2016 (2) | Patrick Stewart    | Blunt Talk                        | Walter Blunt              |
| 2016 (2) | Jeffrey Tambor     | Transparent                       | Maura Pfefferman          |
| 2018     | Ted Danson         | The Good Place                    | Michael                   |
| 2018     | Anthony Anderson   | Black-ish                         | Andre "Dre" Johnson, Sr.  |
| 2018     | Aziz Ansari        | Master of None                    | Dev Shah                  |
| 2018     | Hank Azaria        | Brockmire                         | Jim Brockmire             |
| 2018     | Thomas Middleditch | Silicon Valley                    | Richard Hendricks         |
| 2018     | Randall Park       | Fresh Off the Boat                | Louis Huang               |
| 2019     | Bill Hader         | Barry                             | Barry Berkman/Barry Block |
| 2019     | Hank Azaria        | Brockmire                         | Jim Brockmire             |
| 2019     | Ted Danson         | The Good Place                    | Michael                   |
| 2019     | Michael Douglas    | The Kominsky Method               | Sandy Kominsky            |
| 2019     | Donald Glover      | Atlanta                           | Earnest "Earn" Marks      |
| 2019     | Jim Parsons        | The Big Bang Theory               | Dr. Sheldon Cooper        |
| 2019     | Andy Samberg       | Brooklyn Nine-Nine                | Jake Peralta              |
| 2020     | Bill Hader         | Barry                             | Barry Berkman/Barry Block |
| 2020     | Ted Danson         | The Good Place                    | Michael                   |
| 2020     | Walton Goggins     | The Unicorn                       | Wade                      |
| 2020     | Eugene Levy        | Schitt's Creek                    | Johnny Rose               |
| 2020     | Paul Rudd          | Living with Yourself              | Miles Elliot(s)           |
| 2020     | Bashir Salahuddin  | Sherman's Showcase                | Sherman McDaniel          |
| 2020     | Ramy Youssef       | Ramy                              | Ramy Hassan               |

## 2020
| Ano  | Vencedor             | Série                        | Personagem                |
| ---- | -------------------- | ---------------------------- | ------------------------- |
| 2021 | Jason Sudeikis       | Ted Lasso                    | Ted Lasso                 |
| 2021 | Hank Azaria          | Brockmire                    | Jim Brockmire             |
| 2021 | Matt Berry           | What We Do in the Shadows    | Laszlo Cravensworth       |
| 2021 | Nicholas Hoult       | The Great                    | Pedro III da Rússia       |
| 2021 | Eugene Levy          | Schitt's Creek               | Johnny Rose               |
| 2021 | Ramy Youssef         | Ramy                         | Ramy Hassan               |
| 2022 | Jason Sudeikis       | Ted Lasso                    | Ted Lasso                 |
| 2022 | Steve Martin         | Only Murders in the Building | Charles-Haden Savage      |
| 2022 | Martin Short         | Only Murders in the Building | Oliver Putnam             |
| 2022 | Kayvan Novak         | What We Do in the Shadows    | Nandor                    |
| 2022 | Nicholas Hoult       | The Great                    | Pedro III da Rússia       |
| 2022 | Iain Armitage        | Young Sheldon                | Sheldon Cooper            |
| 2023 | Jeremy Allen White   | The Bear                     | Carmen "Carmy" Berzatto   |
| 2023 | Steve Martin         | Only Murders in the Building | Charles-Haden Savage      |
| 2023 | Matt Berry           | What We Do in the Shadows    | Lazlo Cravensworth        |
| 2023 | D'Pharaoh Woon-A-Tai | Reservation Dogs             | Bear Smallhill            |
| 2023 | Keegan-Michael Key   | Reboot                       | Reed Sterling             |
| 2023 | Bill Hader           | Barry                        | Barry Block/Berry Berkman |
| 2024 | Jeremy Allen White   | The Bear                     | Carmen "Carmy" Berzatto   |
| 2024 | Steve Martin         | Only Murders in the Building | Charles-Haden Savage      |
| 2024 | Kayvan Novak         | What We Do in the Shadows    | Nandor                    |
| 2024 | D'Pharaoh Woon-A-Tai | Reservation Dogs             | Bear Smallhill            |
| 2024 | Drew Tarver          | The Other Two                | Cary Dubek                |
| 2024 | Bill Hader           | Barry                        | Barry Block               |
| 2025 | Adam Brody           | Nobody Wants This            | Noah Roklov               |
| 2025 | Brian Jordan Alvarez | English Teacher              | Evan Marquez              |
| 2025 | David Alan Grier     | St. Denis Medical            | Ron                       |
| 2025 | Steve Martin         | Only Murders in the Building | Charles-Haden Savage      |
| 2025 | Martin Short         | Only Murders in the Building | Oliver Putnam             |
| 2025 | Kayvan Novak         | What We Do in the Shadows    | Nandor                    |